# 螺旋囊双吸虫
螺旋囊双吸虫（学名：Didymozoon spirale）为囊双科囊双吸虫属的动物。分布于爪哇海、太平洋，包括黄海等海域，营寄生生活，寄生部位在口腔。